# Cohors I Campanorum
Die Cohors I Campanorum [voluntariorum] [civium Romanorum] [Antoniniana] (deutsch 1. Kohorte aus Kampanien [der Freiwilligen] [der römischen Bürger] [die Antoninianische]) war eine römische Auxiliareinheit. Sie ist durch Militärdiplome, Inschriften und Ziegelstempel belegt. In einigen Inschriften wird sie als Cohors Campana bezeichnet.

## Namensbestandteile
- Campanorum, Campana oder Campestris:[A 1] aus Kampanien.

- voluntariorum: der Freiwilligen. Der Zusatz kommt in Militärdiplomen von 142/144 bis 159 sowie in Inschriften[1] vor.

- civium Romanorum: der römischen Bürger. Den Soldaten der Einheit war das römische Bürgerrecht zu einem bestimmten Zeitpunkt verliehen worden. Für Soldaten, die nach diesem Zeitpunkt in die Einheit aufgenommen wurden, galt dies aber nicht. Sie erhielten das römische Bürgerrecht erst mit ihrem ehrenvollen Abschied (Honesta missio) nach 25 Dienstjahren. Der Zusatz kommt in den Diplomen von 148 und 159 sowie in einer Inschrift[2] vor.

- Antoniniana: die Antoninianische, eine Ehrenbezeichnung, die sich auf Caracalla (211–217) bezieht. Der Zusatz kommt in einer Inschrift[3] vor.

Da es keine Hinweise auf die Namenszusätze milliaria (1000 Mann) und equitata (teilberitten) gibt, ist davon auszugehen, dass es sich um eine Cohors quingenaria peditata, eine reine Infanterie-Kohorte, handelt. Die Sollstärke der Einheit lag bei 480 Mann, bestehend aus 6 Centurien mit jeweils 80 Mann.

## Geschichte
Die Kohorte war in der Provinz Pannonia inferior stationiert. Sie ist auf Militärdiplomen für die Jahre 142/144 bis 193 n. Chr. aufgeführt.
Eine Cohors Campana war im 1. Jhd. n. Chr. in der Provinz Dalmatia stationiert. Über die Anfänge der Einheit gibt es verschiedene Vermutungen. Der erste Nachweis der Einheit in Pannonia inferior beruht auf einem Diplom, das auf 142/144 datiert ist. In dem Diplom wird die Kohorte als Teil der Truppen (siehe Römische Streitkräfte in Pannonia) aufgeführt, die in der Provinz stationiert waren. Weitere Diplome, die auf 143 bis 193 datiert sind, belegen die Einheit in derselben Provinz.
Der letzte Nachweis der Kohorte in Pannonia inferior beruht auf einer Inschrift, die auf 212 datiert ist.

## Standorte
Standorte der Kohorte in Dalmatia waren möglicherweise:
- Narona (Vid): Inschriften[8] wurden hier gefunden.
- Salona: Inschriften[9] wurden hier gefunden.

Standorte der Kohorte in Pannonia Inferior waren möglicherweise:
- Acumincum (Slankamen): Ziegel[11] mit dem Stempel COH I C ANT wurden hier gefunden.
- Bononia (Banoštor)
- Taurunum (Zemun): eine Inschrift[12] wurde hier gefunden.

## Angehörige der Kohorte
Folgende Angehörige der Kohorte sind bekannt.

### Kommandeure
| - C(aius) Iulius Cerialis (CIL 3, 14623,3) - L(ucius) Flavius S(a)ecularis, ein Tribun (CIL 6, 3520); er war auch Präfekt der Cohors I Civium Romanorum. | - Lucius Domitius Severus, ein Präfekt - P(ublius) Ae(lius) Valerius, ein Tribun (CIL 3, 3237) |

### Sonstige
| - [], ein Centurio (CIL 3, 8438) - Aur. Hil[]anus, ein Soldat - Aur(elius) Propincus, ein Princeps (AE 1968, 436) - L(ucius) Allidius, ein Centurio (AE 1993, 1429) | - L(ucius) Sempronius, ein Soldat und Tubicen (AE 1993, 1429) - P(ublius) Cloelius, ein Soldat (CIL 3, 8693) - Q(uintus) Vettiu[s] Hospes, ein Soldat (CIL 3, 14246,1) |